# Emil Spreng
Carl Ludwig Emil Spreng (* 6. Juni 1824 in Karlsruhe; † 25. April 1864 in Nürnberg) war ein deutscher Ingenieur und Direktor verschiedener Gaswerke.

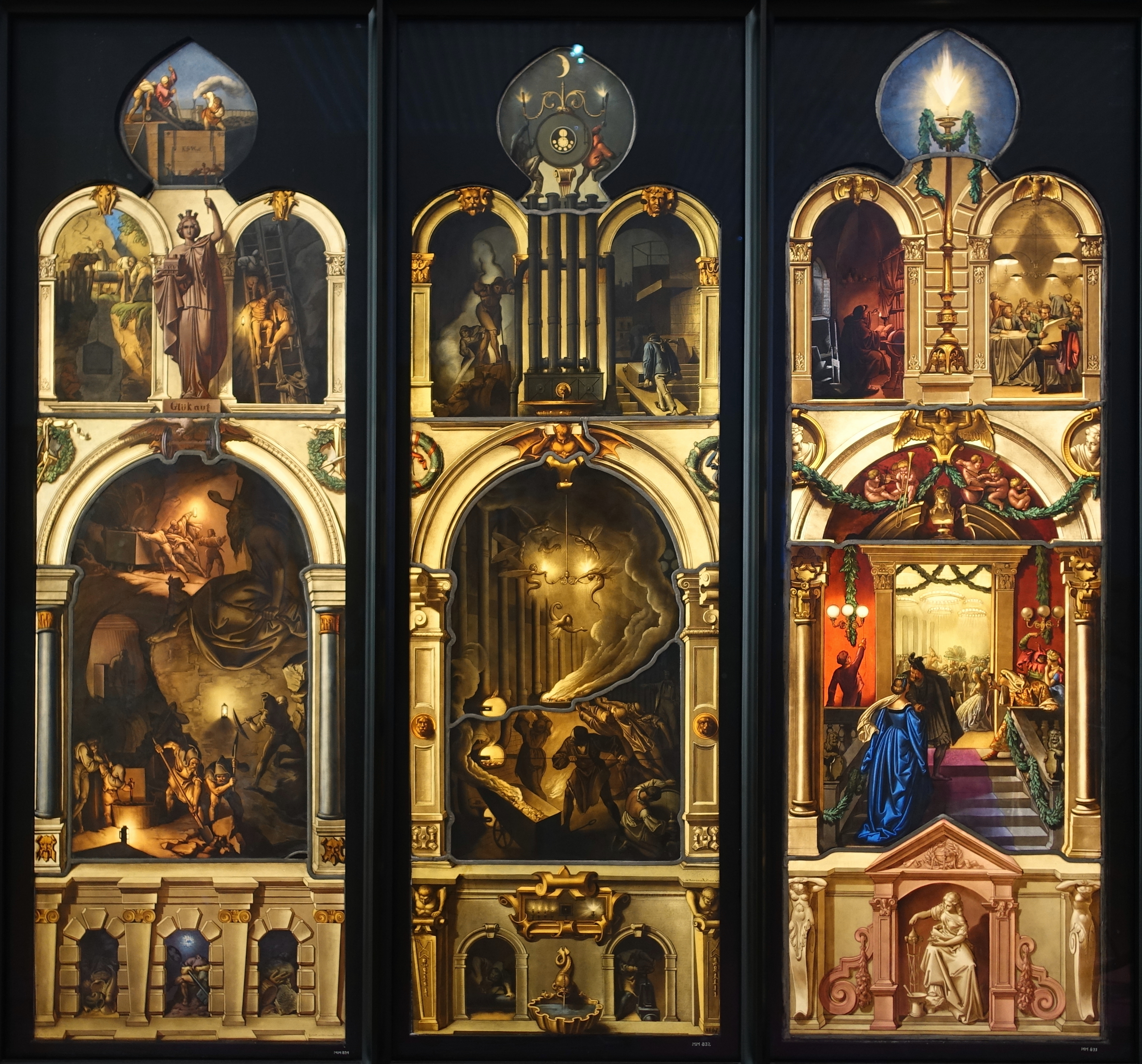
Die von Emil Spreng für seine Nürnberger Villa bestellten aber erst nach seinem Tod fertiggestellten Glasmalereien – ein Gas-Triptychon, das Kohlenförderung, Gasherstellung und Gasnutzung darstellt, angefertigt von Hermann Kellner nach einem Entwurf von August von Kreling.

## Ausbildung und beruflicher Werdegang
Emil Spreng war Sohn von Johann Nepomuk Spreng (1802–1861), Karlsruher Gemeinderat und späterer Chef der Badischen Gesellschaft für Gasbereitung, und von Wilhelmine geb. Bechstadt. Er besuchte das Lyceum in Karlsruhe und später das dortige Polytechnikum. Nach dem Ingenieur-Examen unternahm Spreng wissenschaftliche Reisen nach Wien und Pest (Stadt). Anschließend trat er in den großherzoglichen badischen Staatsdienst und wurde einem Streckenabschnitt beim Eisenbahnbau in Offenburg zugeteilt. 1846 wurde er als Ingenieur von der englischen Gesellschaft Barlow & Manby angestellt, die die Gasbeleuchtung in Karlsruhe baute und danach das Gaswerk betreiben sollte. Dadurch konnte er erleben, wie das Karlsruher Gaswerk entstand und lernte, wie man es machen konnte bzw. wie man es nicht machen sollte. Seitdem widmete sich Spreng lediglich dem Gasfach.
Nacheinander wurde Spreng Direktor der Gaswerke in Baden-Baden, in Karlsruhe und in Freiburg im Breisgau. 1855 verließ er Freiburg und trat in die Direktion des Gaswerks in Nürnberg. An die Erfahrungen Friedrich Engelhorns anknüpfend, der gezeigt hatte, dass der im Gaswerk als Abfall anfallende Teer sich für die Farbstoffherstellung nutzen lässt, experimentierte er daran, wie sich die Rentabilität eines Gaswerks erhöhen lässt und baute eine Fabrik für Teerprodukte, die er zwei Jahre lang betrieb. Danach konzentrierte er sich jedoch auf dem Gas. Parallel zu seiner Tätigkeit als Gaswerkdirektor war er selbstständig an der Errichtung verschiedener Gasanstalten beteiligt, in Bruchsal, Ansbach, Meiningen, Zweibrücken, Amberg, Sonneberg, Tübingen, Jena, Nördlingen, Rottenburg am Neckar, Weißenburg in Bayern, Fulda, Emden und Lichtenfels. An einigen dieser Gaswerke blieb Spreng beteiligt, und zusätzlich bei den Gaswerken in Nürnberg, Freiburg, Karlsruhe und Kehl.

### Gaswerk Tübingen

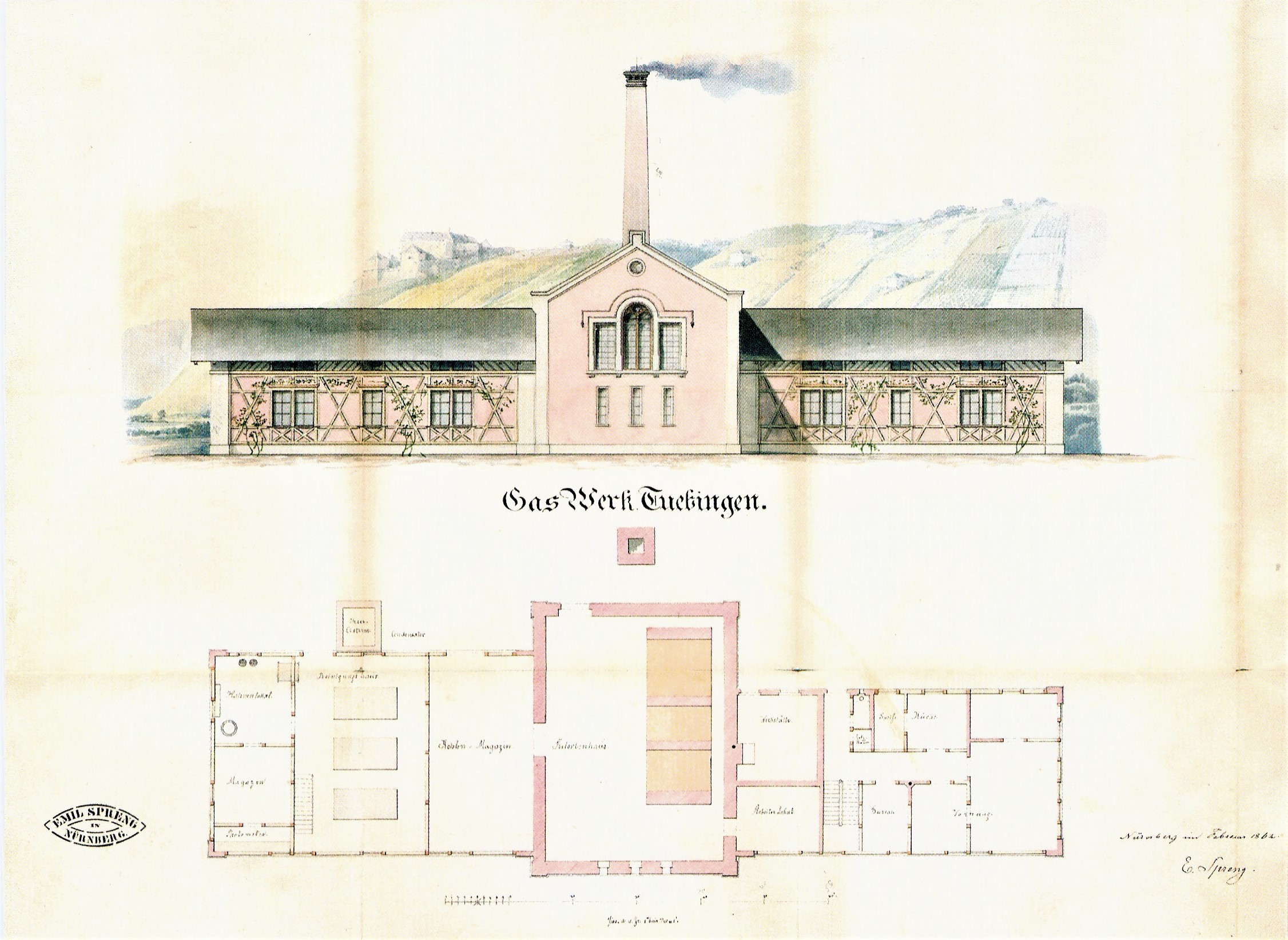
Bauplan des ersten Tübinger Gaswerks „Reutlinger Vorstadt“

Nachdem die Stadt Tübingen 1860 beschlossen hatte, ein Gaswerk und Gasstraßenbeleuchtung zu bauen, bewarb sich Spreng zunächst auf dem Postweg um den Zuschlag. Das erste Schreiben datiert am 9. Januar 1861 schrieb er, nachdem er sich vor Ort ein Bild der Lage gemacht hatte. Er empfahl der Stadt, ein Gaswerk auf eigene Kosten zu bauen, auch wenn er für ein privat finanziertes Unternehmen offen war, weil die Rentabilität sicher wäre und dadurch die städtischen Einkünfte gesteigert werden könnten. Nach weiterer Korrespondenz nahm er am 22. Februar 1862 zusammen mit seinem Konkurrenten August Riedinger aus Augsburg an einer vergleichenden Präsentation vor dem Tübinger Gemeinderat teil. Er konnte sich durchsetzen, so dass am 6. März der Bauvertrag unterzeichnet wurde. Er sah vor, dass die Gasfabrik aus folgenden Anlagen bestehen wird: „Retortenhaus (Hauptbau), Kaltreinigung und Wascher, Lokal für Gas-Uhr, Hahen-Regulator und Manometer, Magazin, Photometerraum (zum Untersuchen der Helligkeit der Gasflamme), Feuerwerkstätte, Arbeiterlokal, Büro und Wohnung des Werkmeisters, Kamin mit Zuleitungskanal, Wasserbehälter mit Rampe und Böschung, Kondensator und Teergrube, Brunnen“. Ferner sollte für den Anfang ein zehn Kilometer langes Leitungsnetz gebaut, Straßenlaternen aufgestellt und außerdem die Fabrik mit einem Holzzaun umzäunt werden. Mit dem Bau wurde unverzüglich begonnen – es war das erste Objekt südlich der Bahnlinie – an der Reutlinger Straße, so dass bereits am 25. Oktober 1862 das Gaswerk in Betrieb genommen werden konnte. Nach dem Vertrag musste Spreng in den ersten vier Wochen das Gaswerk leiten und einen Werkmeister und zwei Heizer der Stadt zur Anstellung vorschlagen.

### Verdienste
Spreng revolutionierte die Gastechnik, im Besonderen ging die Gewinnung von Anilinfarben aus den bei der Produktion anfallenden Abfallstoffen auf ihn zurück. Er baute mit Geschäftsfreunden dafür eine Gas-Teerprodukten-Fabrik in Nürnberg. Es war die erste derartige Fabrik in Deutschland. Nach zwei Jahren trat er zurück, um sich ausschließlich den Gas-Unternehmungen zu widmen.